# Palazzo dell’Acqua

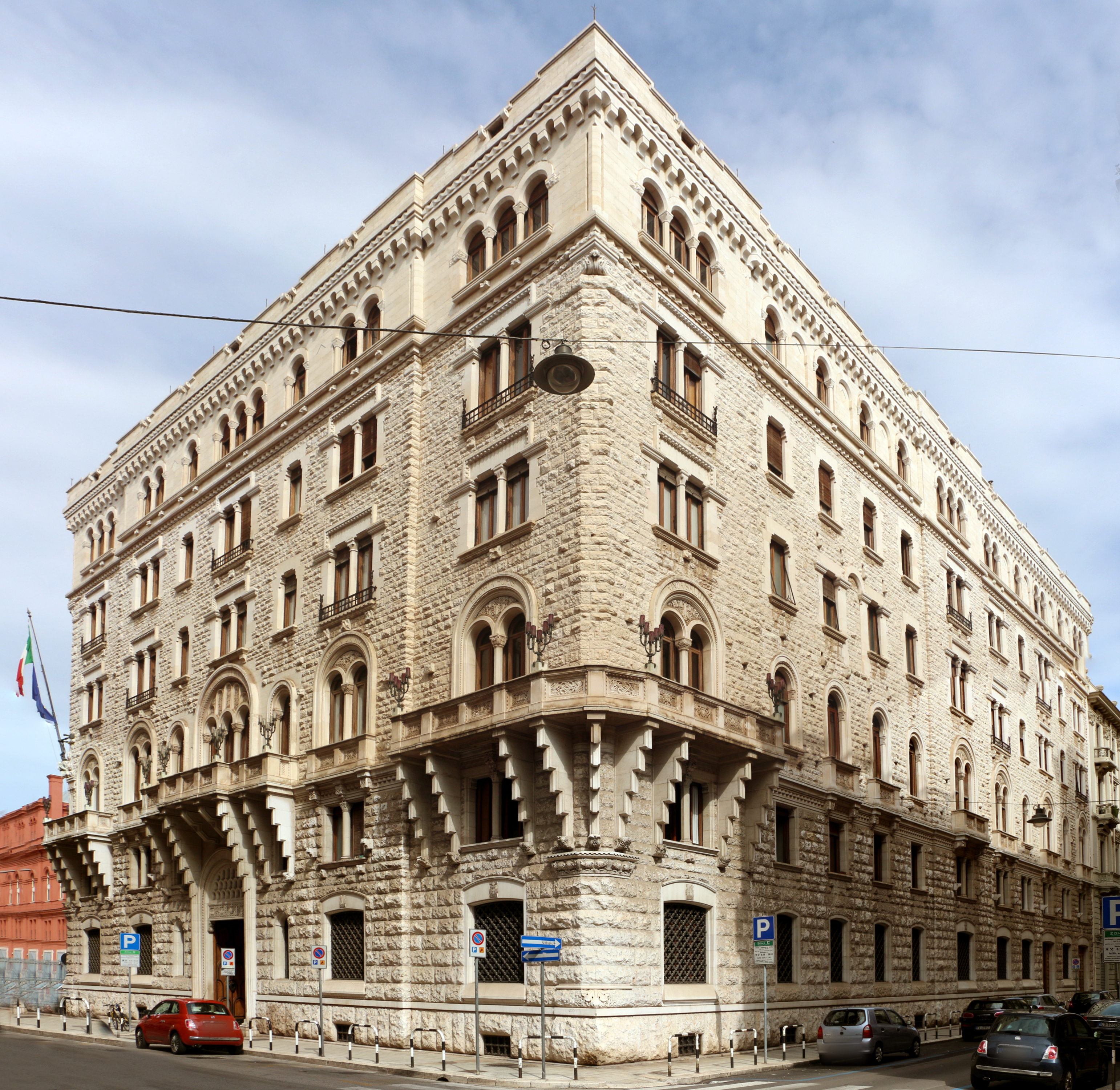
Palazzo dell'Acqua in Bari, Italië

Het Palazzo dell’Acqua, ook genoemd Palazzo dell’Acquedotto Pugliese (1935), is de hoofdzetel van de watermaatschappij van Apulië en staat in Bari, hoofdstad van de regio Apulië. Het Palazzo dell’Acqua bevindt zich in het centrum van Bari, nabij het Teatro Petruzzelli.

## Naam
Naast Acqua of water in het Italiaans is er een tweede naam: Acquedotto Pugliese of aquaduct van Apulië. Dit is de naam van de watermaatschappij, opgericht in 1915 om stromend water aan alle inwoners van de regio te bezorgen. Dit laatste werd gerealiseerd in de loop van de jaren 1920. Het ging om 26.000 km aan waterleidingen.

## Historiek
Aan het Palazzo dell’Acqua werd gebouwd van 1925 tot 1935. De hoofdingenieur was Cesare Brunetti uit Ravenna. De opdracht was om de hoofdzetel het uitzicht te geven van lokale bouwstijlen. Daarom werd er gekozen voor een romaanse stijl uit Apulië. Aspecten van zowel religieuze als burgerlijke gebouwen komen terug in de buitengevel. Zo is de ingangspoort versierd met elementen nagemaakt uit de gevel van de kerk Santa Maria del Casale in Brindisi. De buitengevel van het gebouw mag dan streng lijken, voor de binneninrichting is gekozen voor sierlijke afwerking. De plafonds van het directeursbureau op de tweede verdieping en de grote vergaderzaal op de eerste verdieping bevatten fresco’s. Het thema van de fresco’s is water: nimfen, landbouw en Griekse amforen. Voor het geheel van fresco’s, versieringen, lichtinval, meubels en tapijten tekende Duilio Cambellotti. Zijn stijl is art deco.

## Details van versiering met waterkruiken

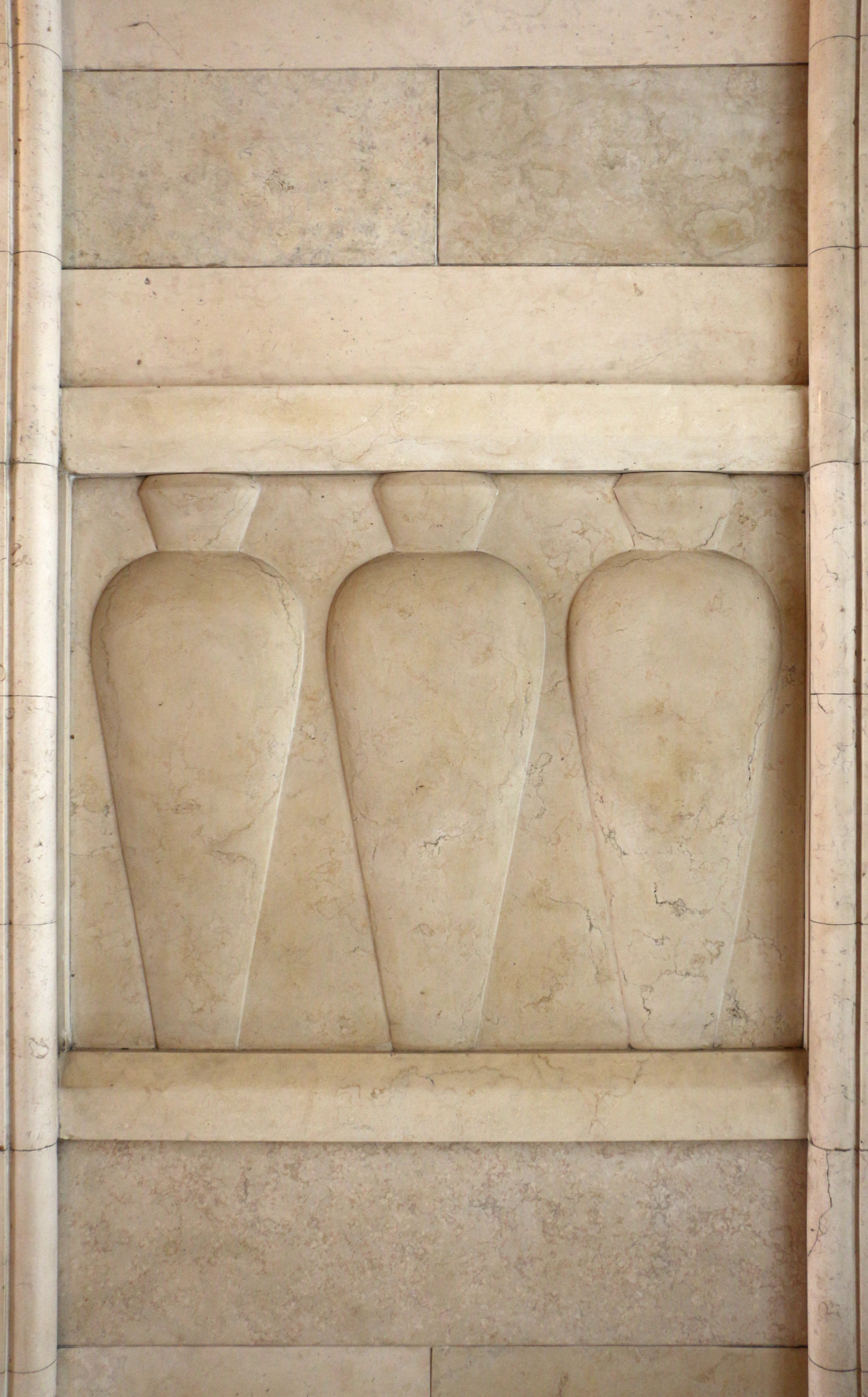
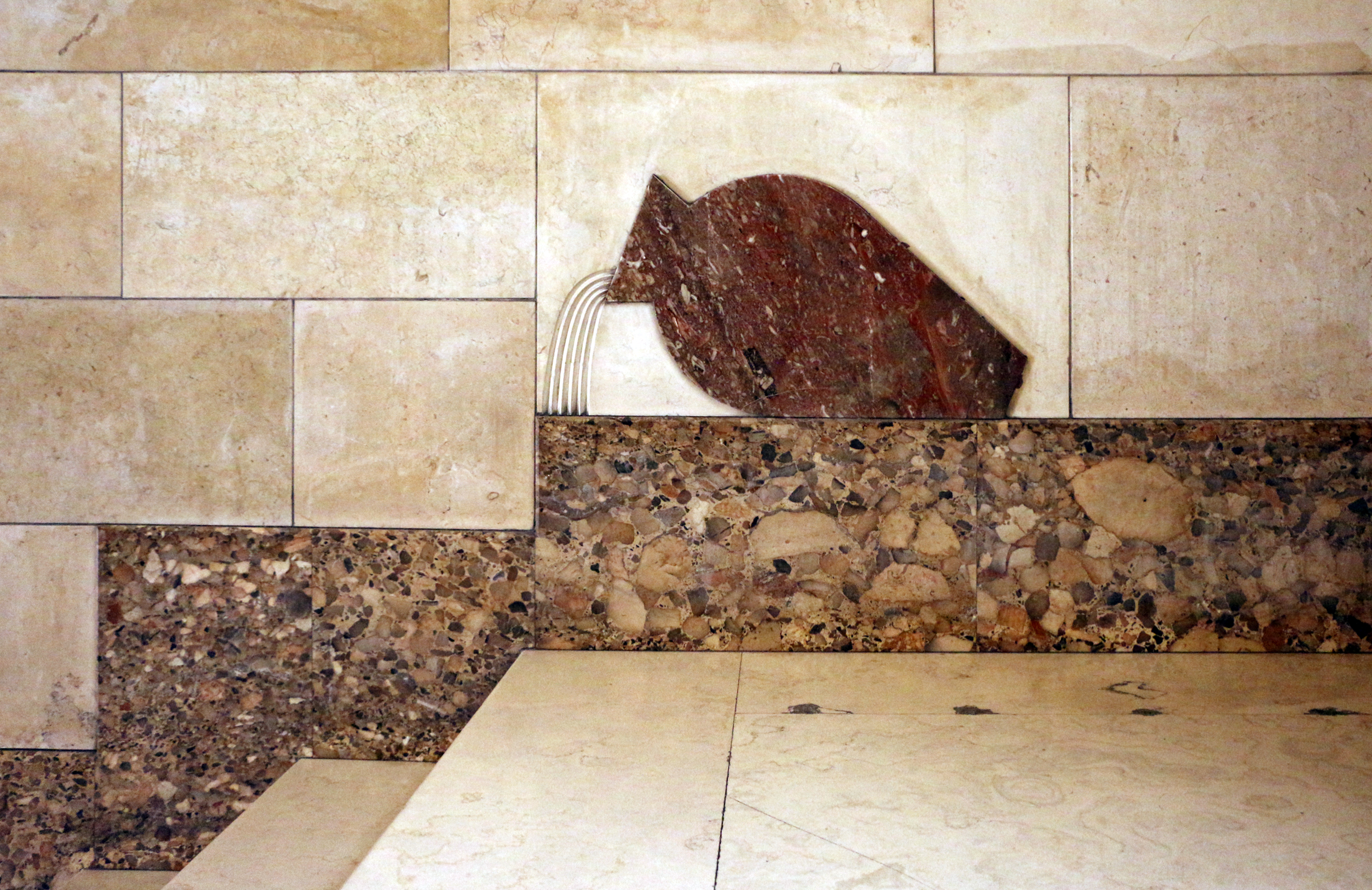